# Tjaarke Maas
Tjaarke Hendrika Maria Maas (Lopik, 26 oktober 1974 – bij Assisi, juni 2004) was een Nederlands kunstschilder. Haar werk kwam eind jaren negentig onder de aandacht van het publiek.

## Biografie
Tjaarke Maas begon in haar jeugd met schilderen. Zij woonde toen in Tasmanië, waar haar familie uit Nederland naartoe was geëmigreerd. Op 17-jarige leeftijd keerde ze terug naar Europa en studeerde aan de Willem de Kooning Academie in Rotterdam. Ze vervolgde haar studie in New York, waar ze kennis maakte met de kunst van het schilderen van iconen. Zij studeerde daar onder leiding van Vladislav Andreyev en bekeerde zich tot de Russisch-Orthodoxe Kerk.
In 1993 trouwde Maas met de Rus Yuri Olshansky. Om haar gezin te onderhouden begon ze als model te werken, vooral vanuit Parijs. Zij verscheen op de covers van diverse glossy's. Ze reisde veel door Europa en bezocht Japan en Australië.
Maas woonde vanaf 1996 in Florence, waar ze studeerde aan de Accademia di Belle Arti di Firenze. In 2003 studeerde ze daar cum laude af. In deze periode las zij het boek De meester en Margarita van de Russische auteur Michail Boelgakov, waarbij zij geïnspireerd werd door de raadselachtige sfeer. Dit is de reden dat haar werk later werd geëxposeerd in het Boelgakov Museum.
Ze schilderde daar vooral iconen en verdiepte zich tegelijk in de theologie van het beeld. Ook schreef ze in deze periode poëzie, proza en sprookjes voor kinderen.
Ze maakte meer dan 500 kunstwerken, schilderijen, etsen, tekeningen en schetsen, vaak in grote series. Naast iconen, of icoon-achtige portretten schildert ze ook vogels, zoals duiven en meeuwen. Volgens haar zus Marise Maas, eveneens kunstenaar, schilderde ze dode duiven, die in haar werkplaats aan het ontbinden waren. Ook schilderde zij in een van haar series vissen.
Op 26-jarige leeftijd bleek dat Maas een bipolaire stoornis had ontwikkeld. Een paar jaar later vond zij een toevluchtsoord in de bossen rond het kluizenaarsklooster van St. Franciscus van Assisi (Eremo del Carceri) en werkte daar verder aan iconen in opdracht van priester Don Gino. Ze stierf op 29-jarige leeftijd door een val van een van de hellingen van Monte Subasio. Haar naakte lichaam werd op 8 juli 2004 gevonden. Tjaarke Maas had volgens haar zus suïcide gepleegd door van een rotswand te springen en was al enige tijd vermist. Haar rugzak was op 2 juli gevonden. In een kleine grot, waar Maas verbleef, werd een onafgemaakte icoon gevonden, met een afbeelding van de transfiguratie. Voor deze icoon had zij een opdracht gekregen. Maas werd begraven op de begraafplaats Agli Allori bij Florence.
Exposities van haar kunstwerken werden gehouden in New York, Jersey City, Florence, Moskou en St. Petersburg.

## Werken
Hieronder een overzicht van het werk van Maas. De afmetingen zijn in cm.

### Portretten

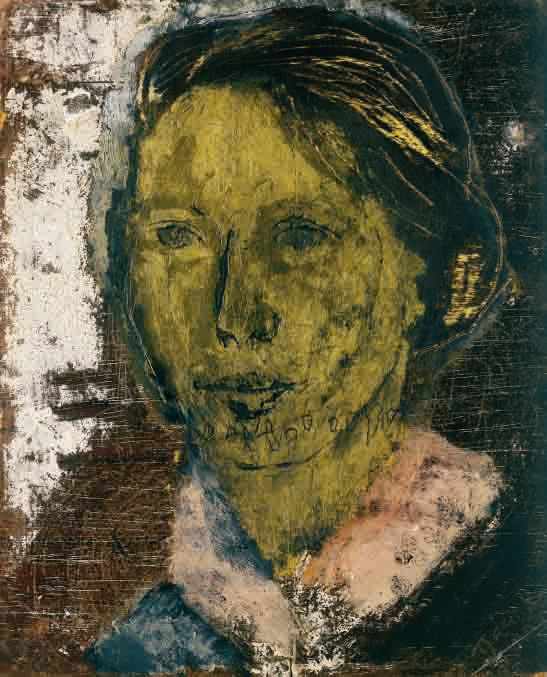
"Henny's Tanden" Goldfaced-serie, eitempera en bladgoud op hout, 24,7x20, 2003,
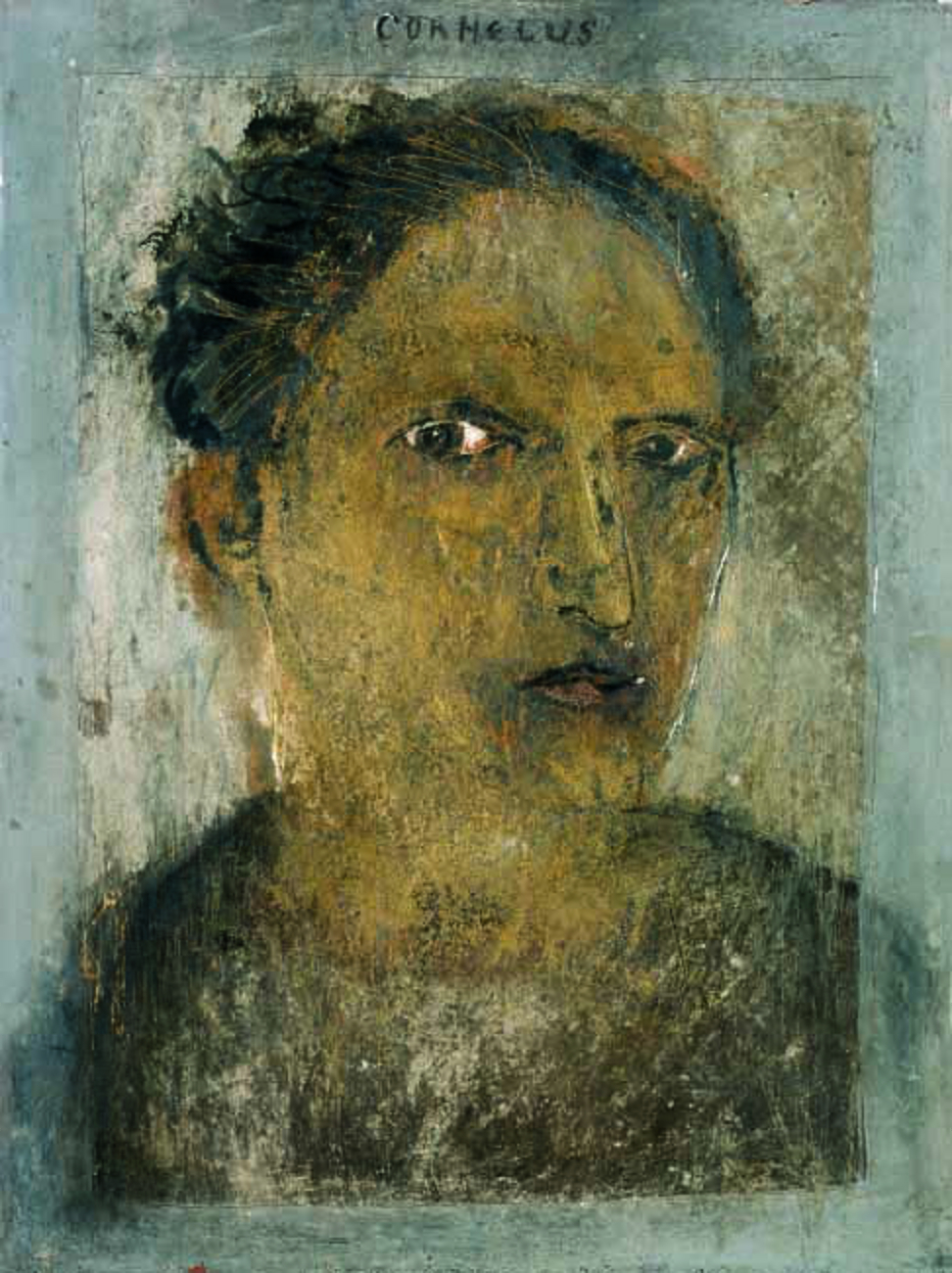
"Cornelius" Goldfaced-serie, gemengde techniek op hout, 32x24
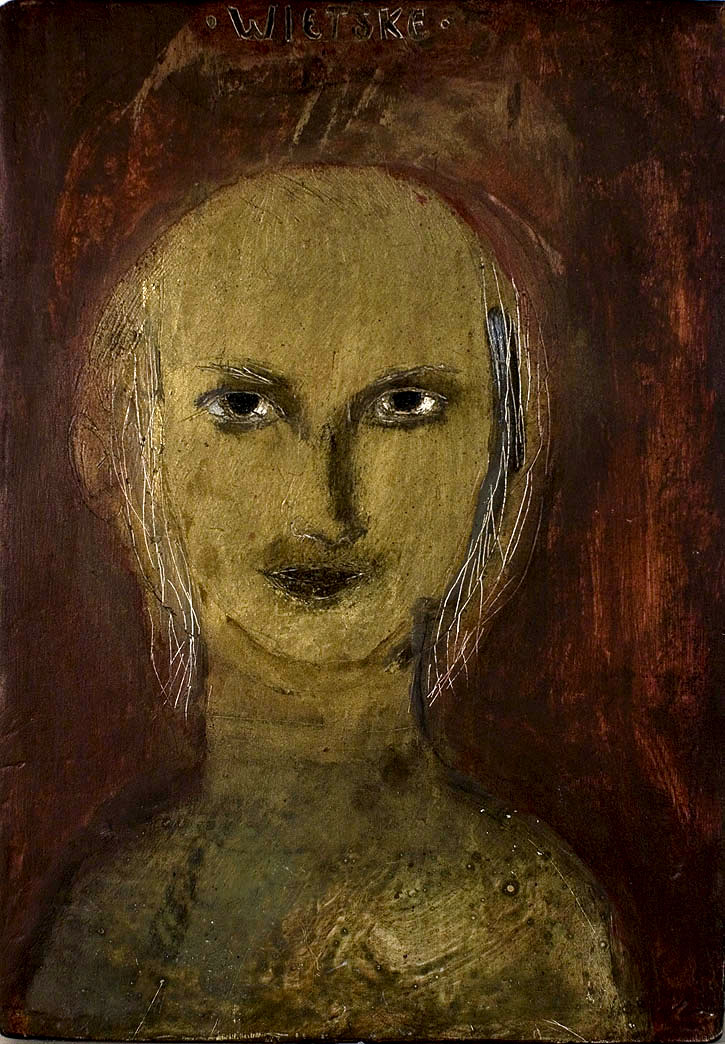
"Wietske" Goldfaced-serie, olieverf en pigment op hout, 32x22,5
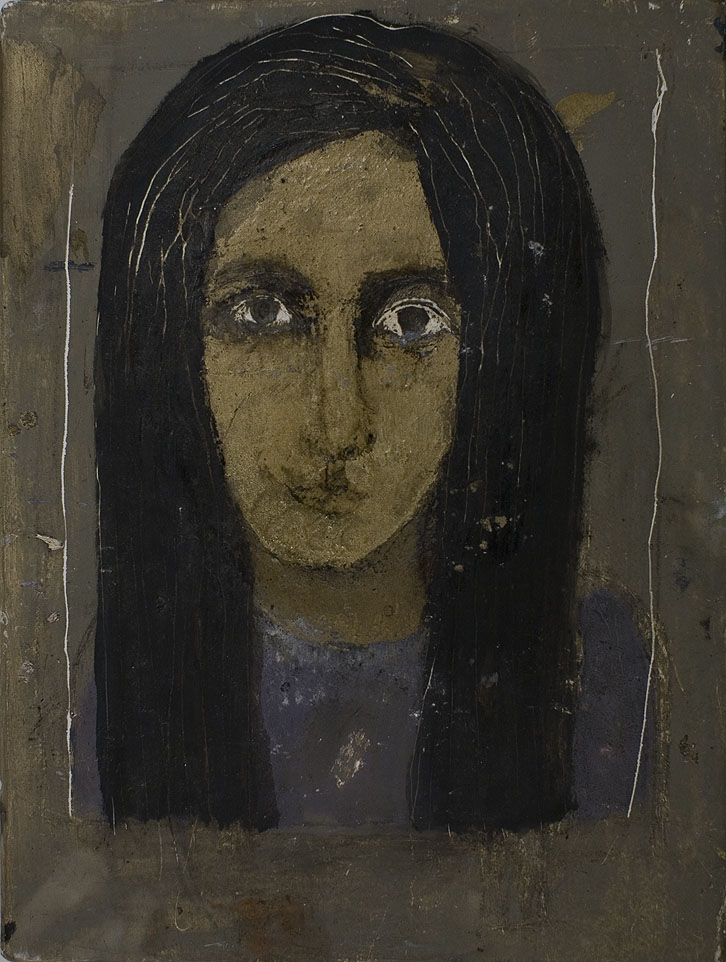
"Friend", Goldfaced-serie, eitempera en bladgoud op hout, 32x24,5

### Vogels

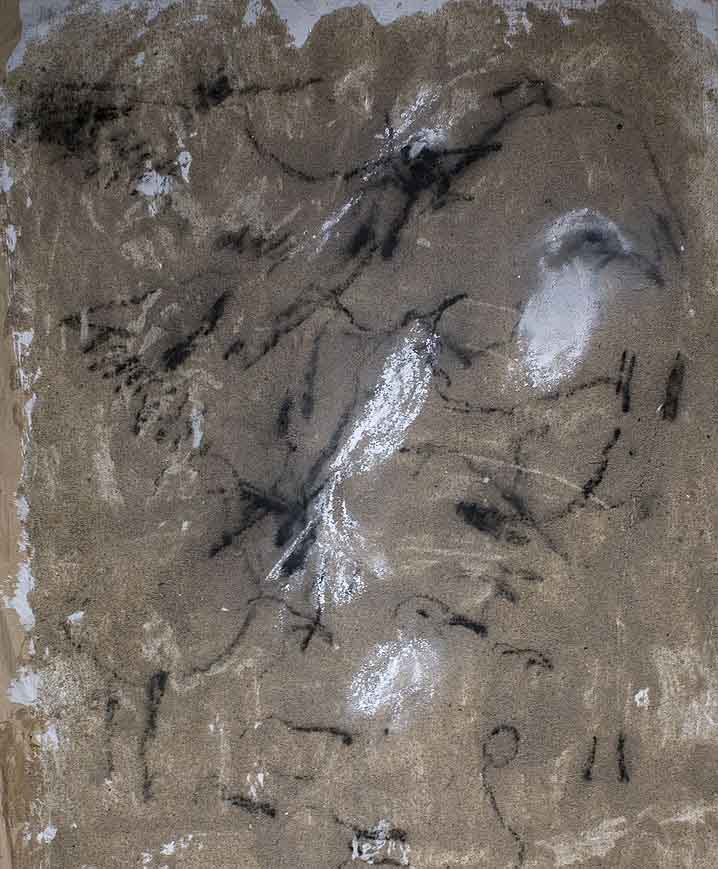
Serie "Zeemeeuwen", gemengde techniek op papier, behandeld met gesso, 73x50
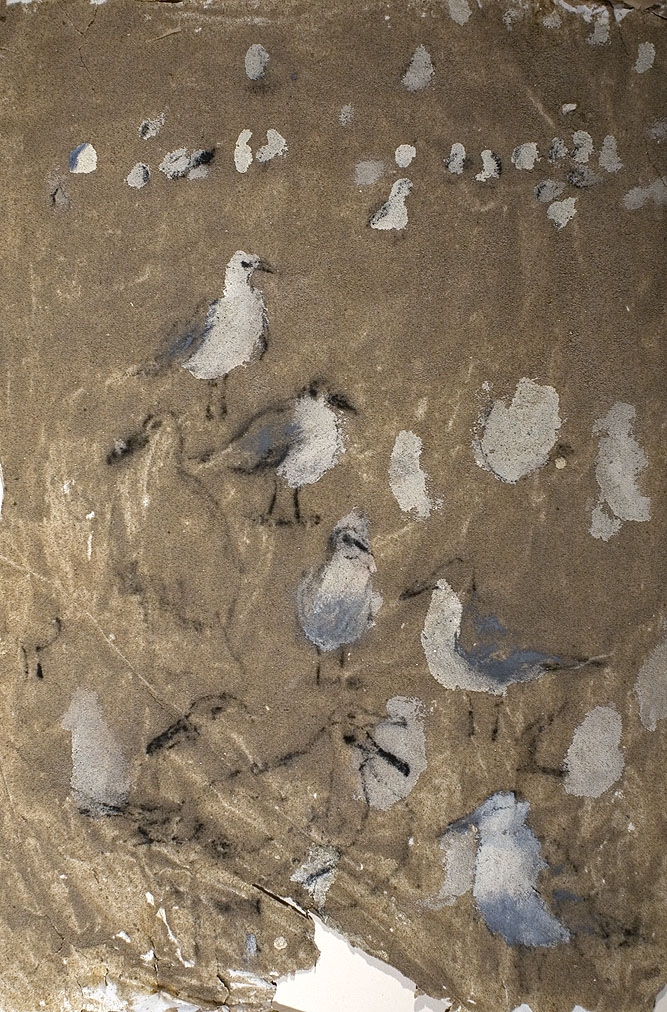
Serie "Zeemeeuwen", gemengde techniek op papier, behandeld met gesso, 72x51,5
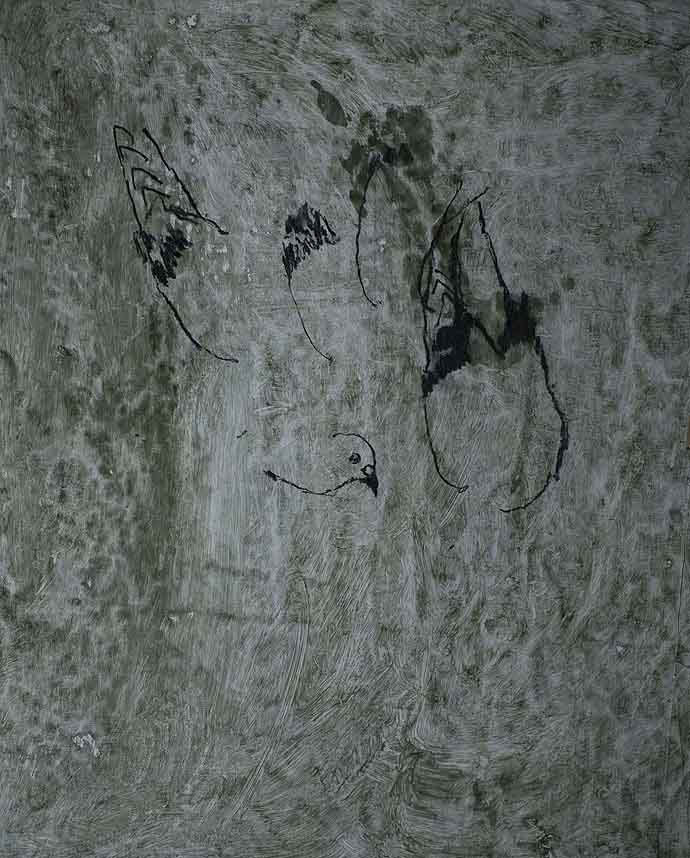
"Vondsten op Pietra serena" (een soort zandsteen, gebruikt in architectuur in Florence), Guatemala-serie, gemengde techniek, op papier, behandeld met gesso, 63x51
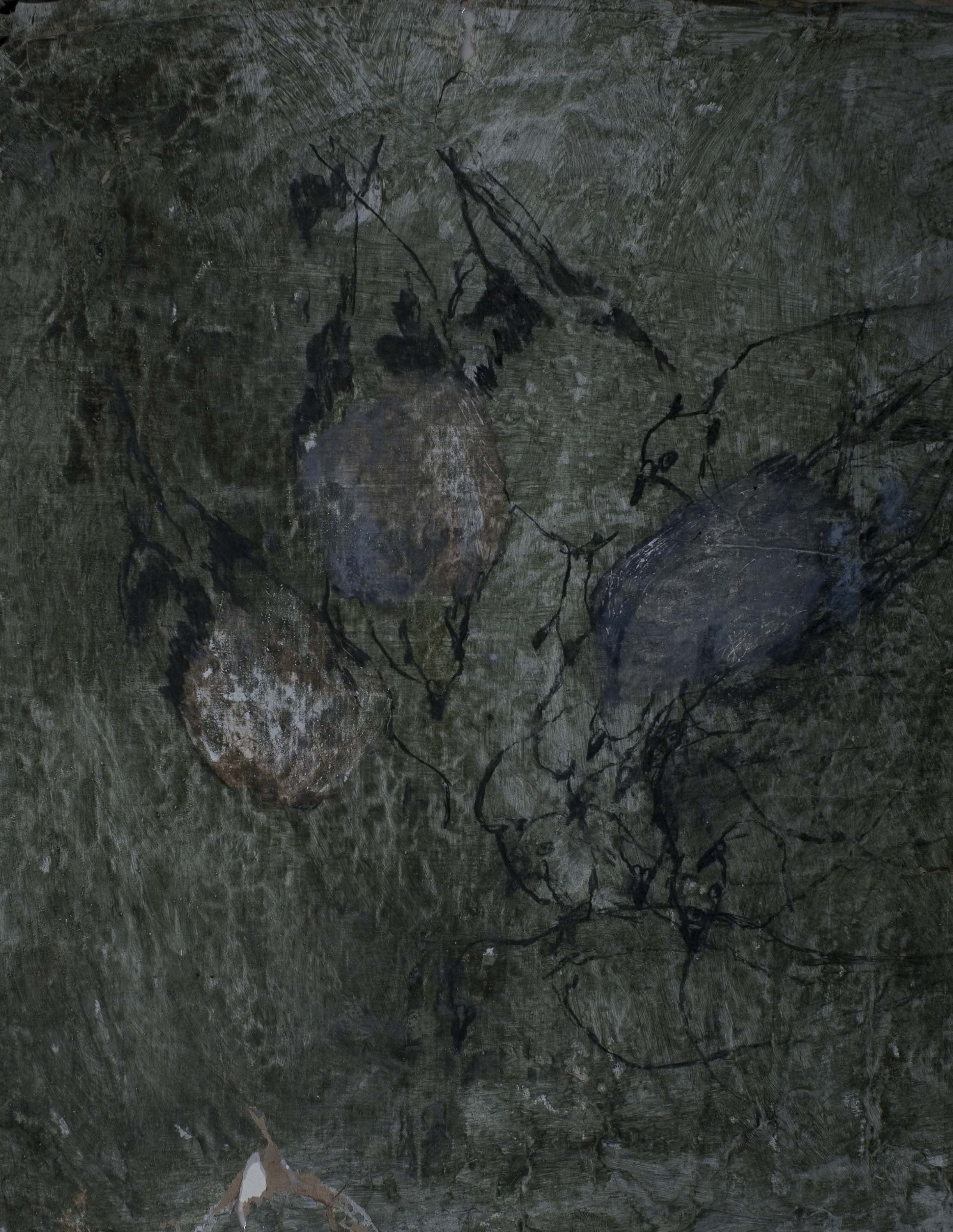
"Duiven", Guatemala-serie, gemengde techniek op papier behandeld met gesso, 60x50

### Stillevens

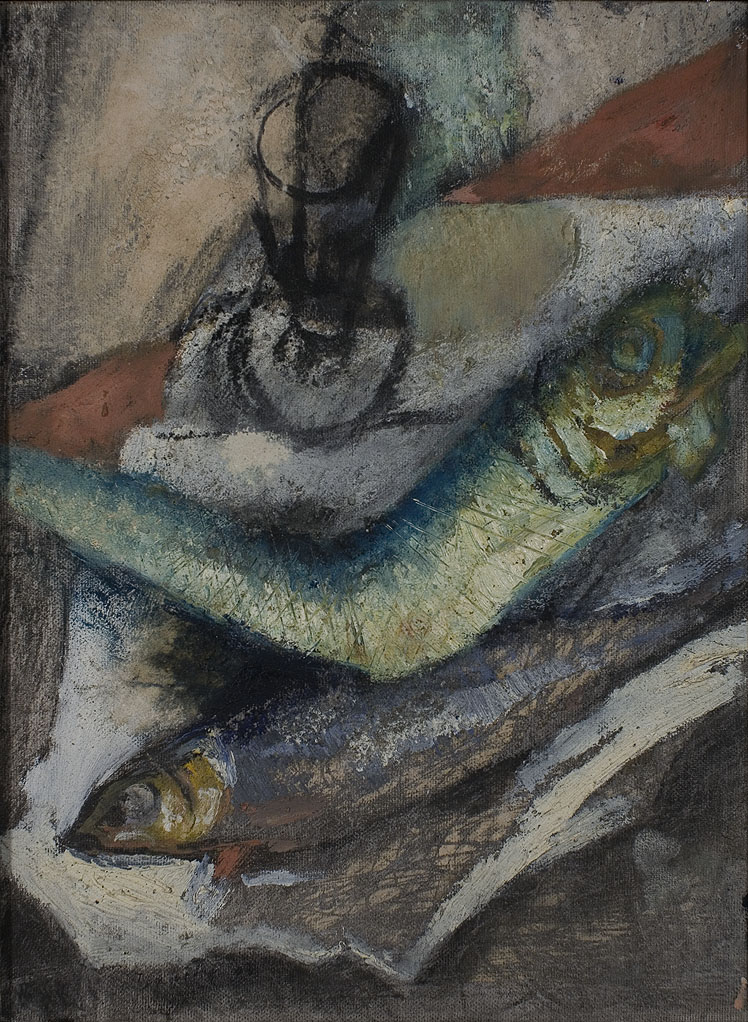
"Ode aan de jaren 1930" (compositie van vissen met glas) olieverf op doek, 40x30
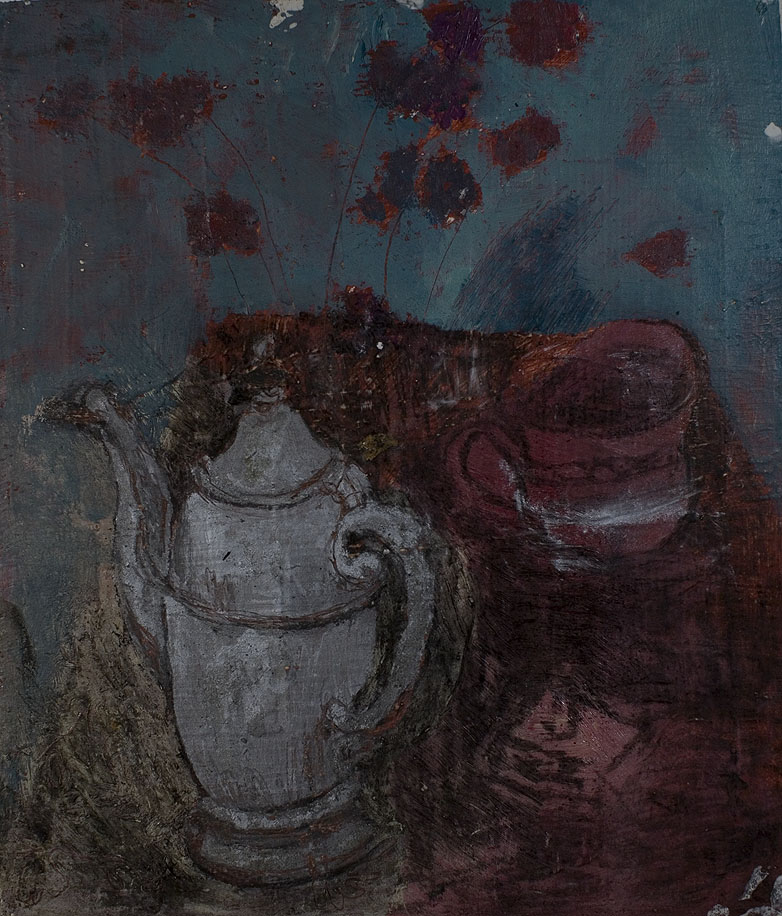
"Zilveren theepot" 2003, gemengde techniek op hout, 40,5x35
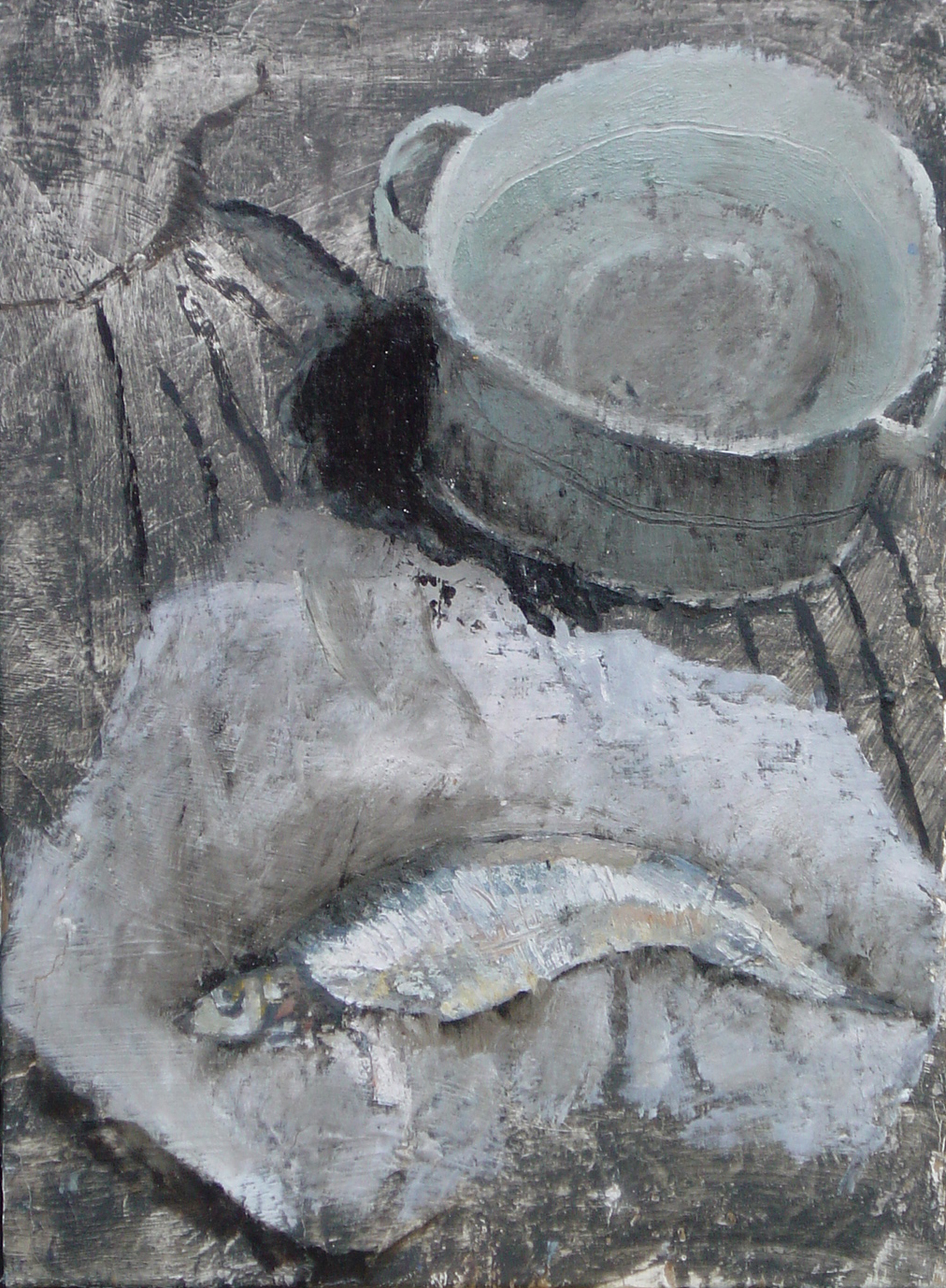
"Hollandse haring met pot", gemengde techniek op canvas, 50x70
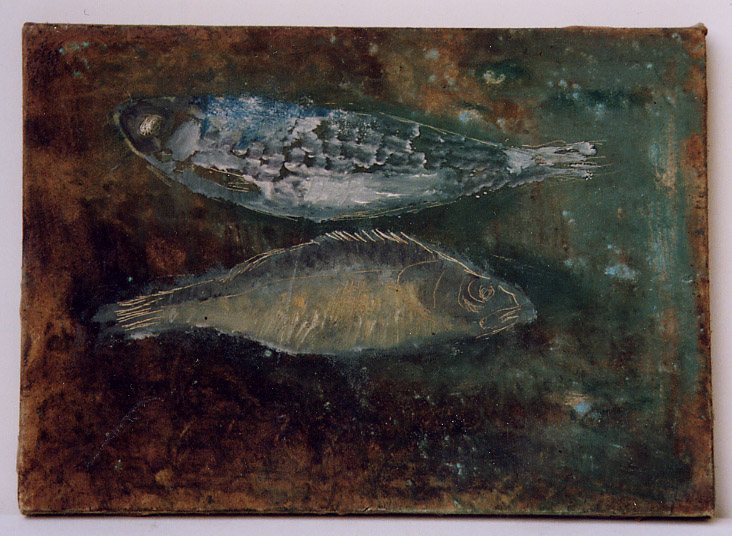
"Catacombe vis", gemengde techniek op canvas 19,5x27

### Iconen

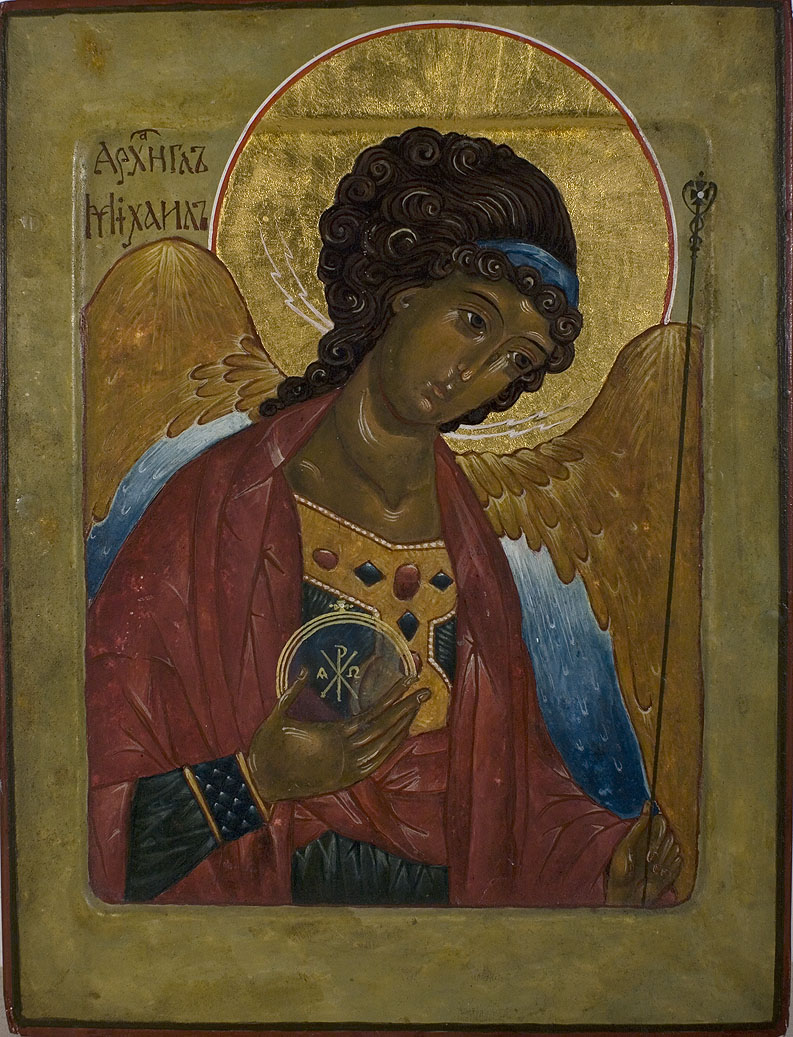
"Aartsengel Michaël", eitempera en bladgoud op hout, 32x24
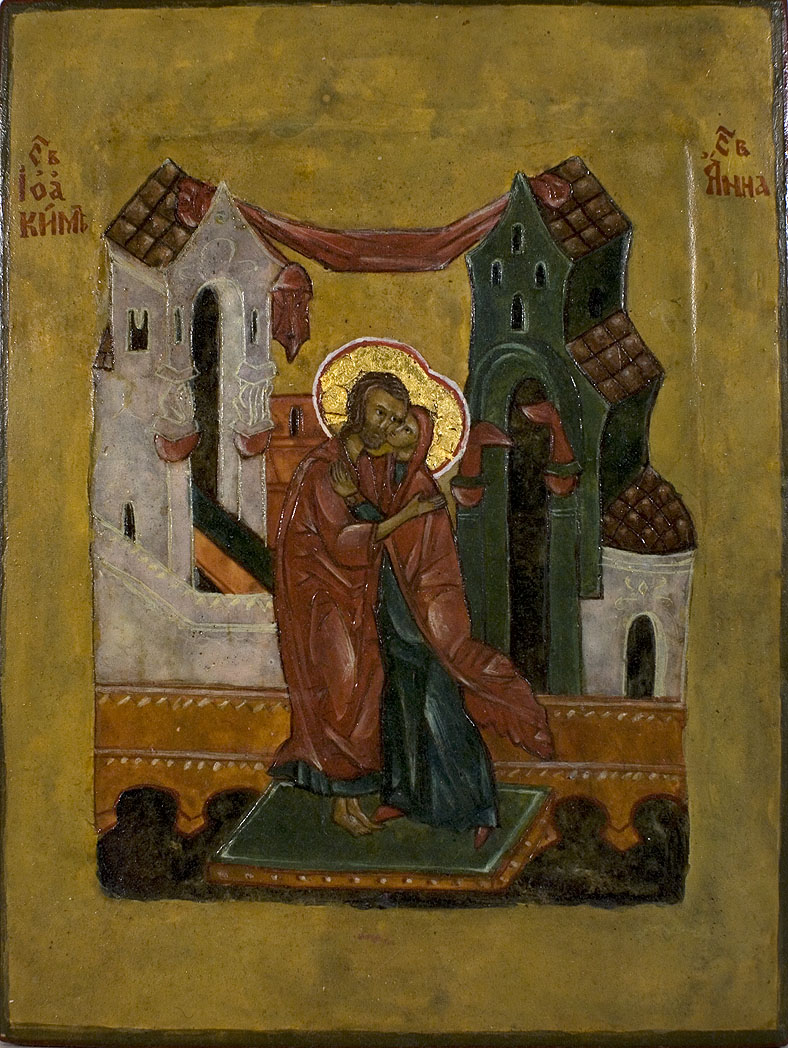
"De heiligen Joachim en Anna", eitempera en bladgoud op hout, 32x24
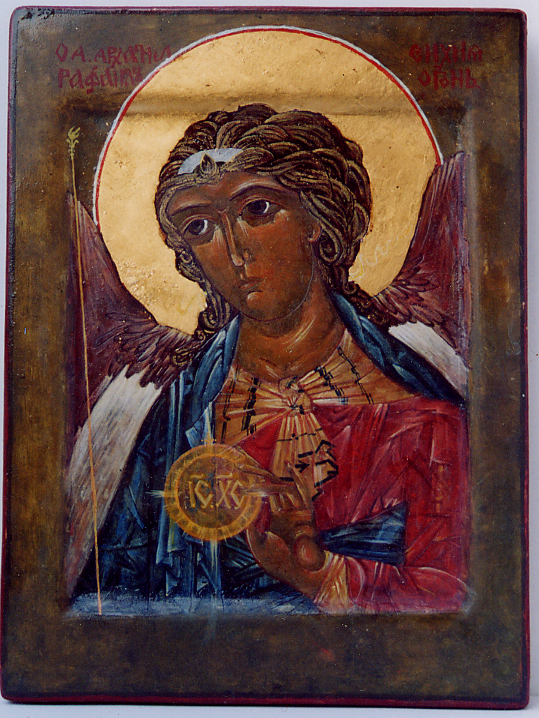
"Aartsengel Raphael", eitempera en bladgoud op hout, 32x24
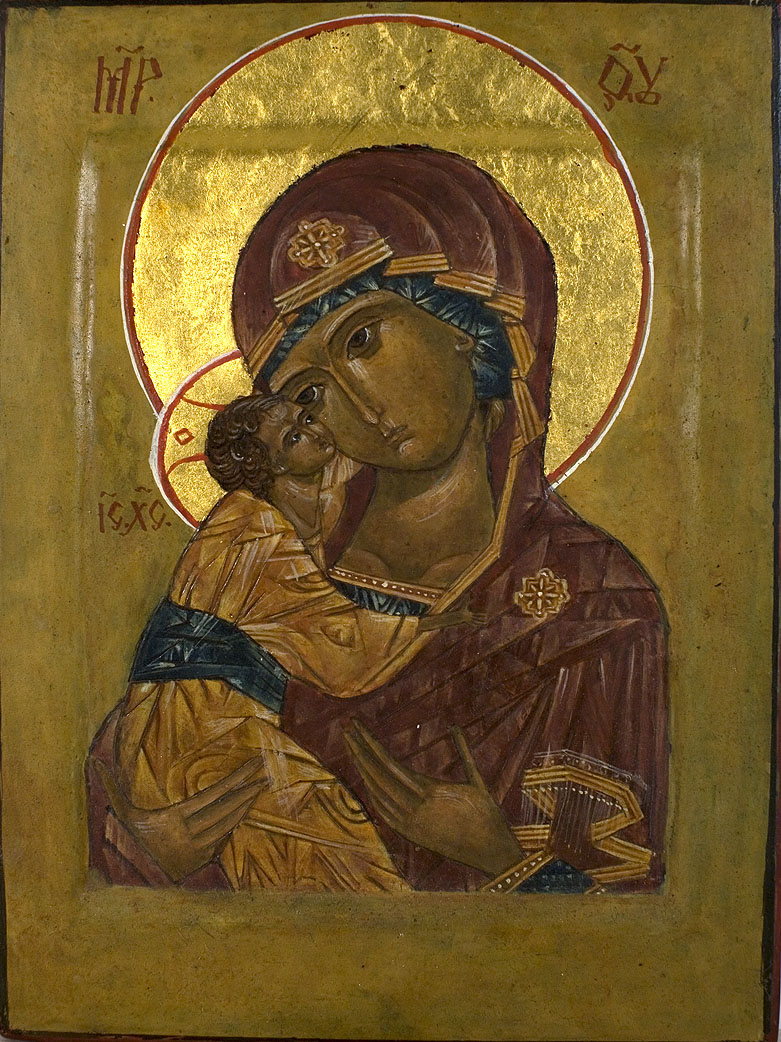
"Theotokos Eleusa" (de Barmhartige), eitempera en bladgoud op hout, 32x24